# Chiesa di Santa Rosalia (Bivona)
La chiesa di Santa Rosalia è una chiesa di Bivona, comune italiano della provincia di Agrigento in Sicilia.

## Storia
Risalente al XIII-XIV secolo, è sita nella parte bassa di piazza Guglielmo Marconi.
Sulla data di fondazione della chiesa non si ha alcun dato certo: alcuni la pongono nel XIII secolo, altri nel XIV secolo, nel periodo in cui i Chiaramonte detenevano il potere signorile su Bivona. Secondo quest'ultima ipotesi, i potenti signori chiaramontani avrebbero introdotto nel paese il culto di santa Rosalia da Palermo, loro luogo di origine.
La chiesa di Santa Rosalia subì, nel corso dei secoli, diverse distruzioni e conseguenti ricostruzioni, dovute alla continua ricerca da parte dei bivonesi del sasso sul quale, secondo le credenze popolari, era comparsa più volte la santa, e di altri segni della permanenza della vergine a Bivona.
Alla fine del XVII secolo la chiesa venne dotata di un portale in stile barocco. Oggi l'edificio si presenta a navata unica con due piccole cappelle laterali, ed è dotata di sagrestia e campanile.
Al suo interno si trovano il fercolo di Santa Rosalia, scolpito nel 1601, un Crocifisso ligneo, alcune tele sette-ottocentesche. Da una piccola botola è possibile osservare il tronco della quercia sotto la quale la santa sarebbe stata solita pregare durante la sua permanenza nel bosco di Bivona.

## Galleria d'immagini

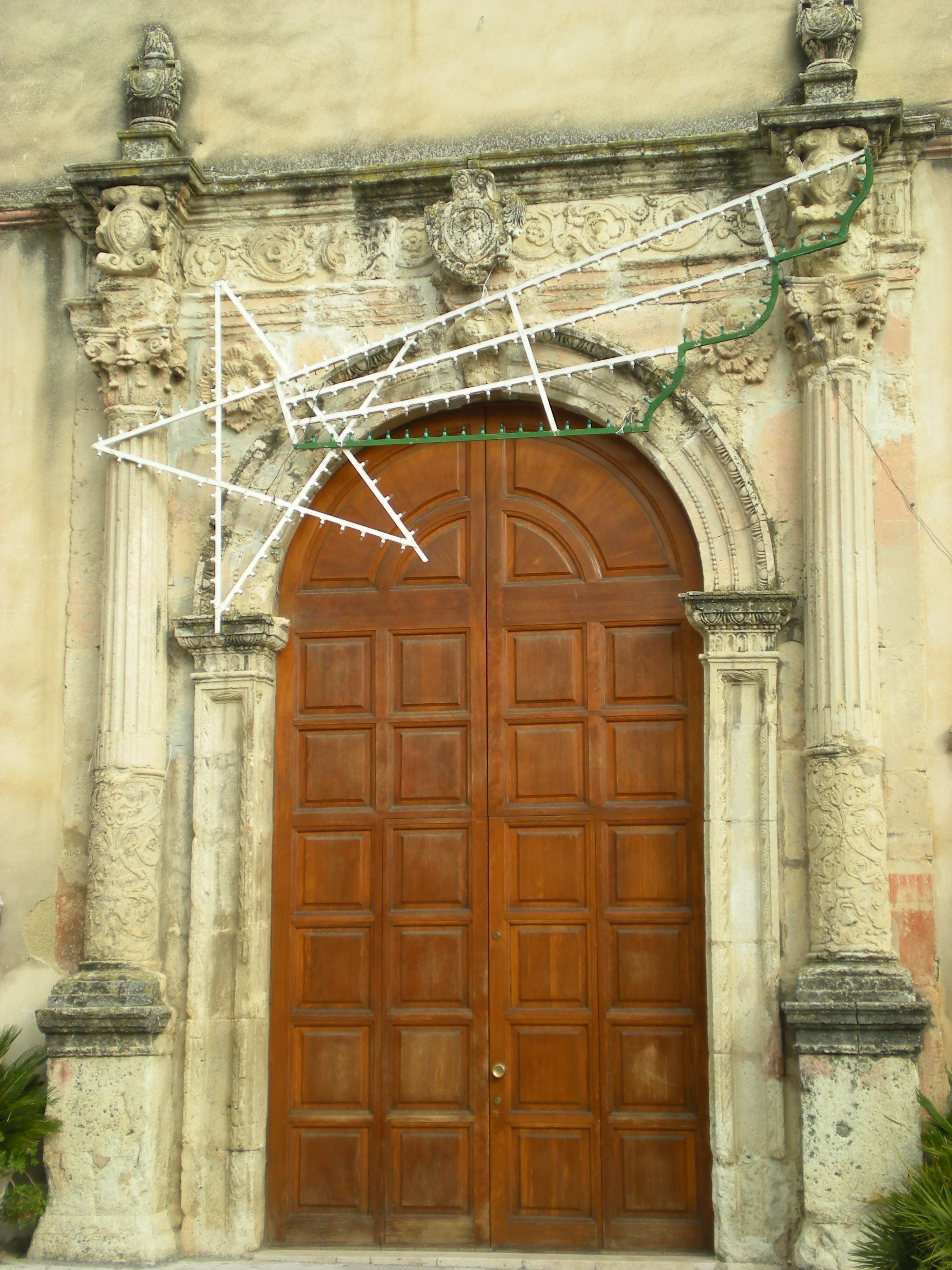
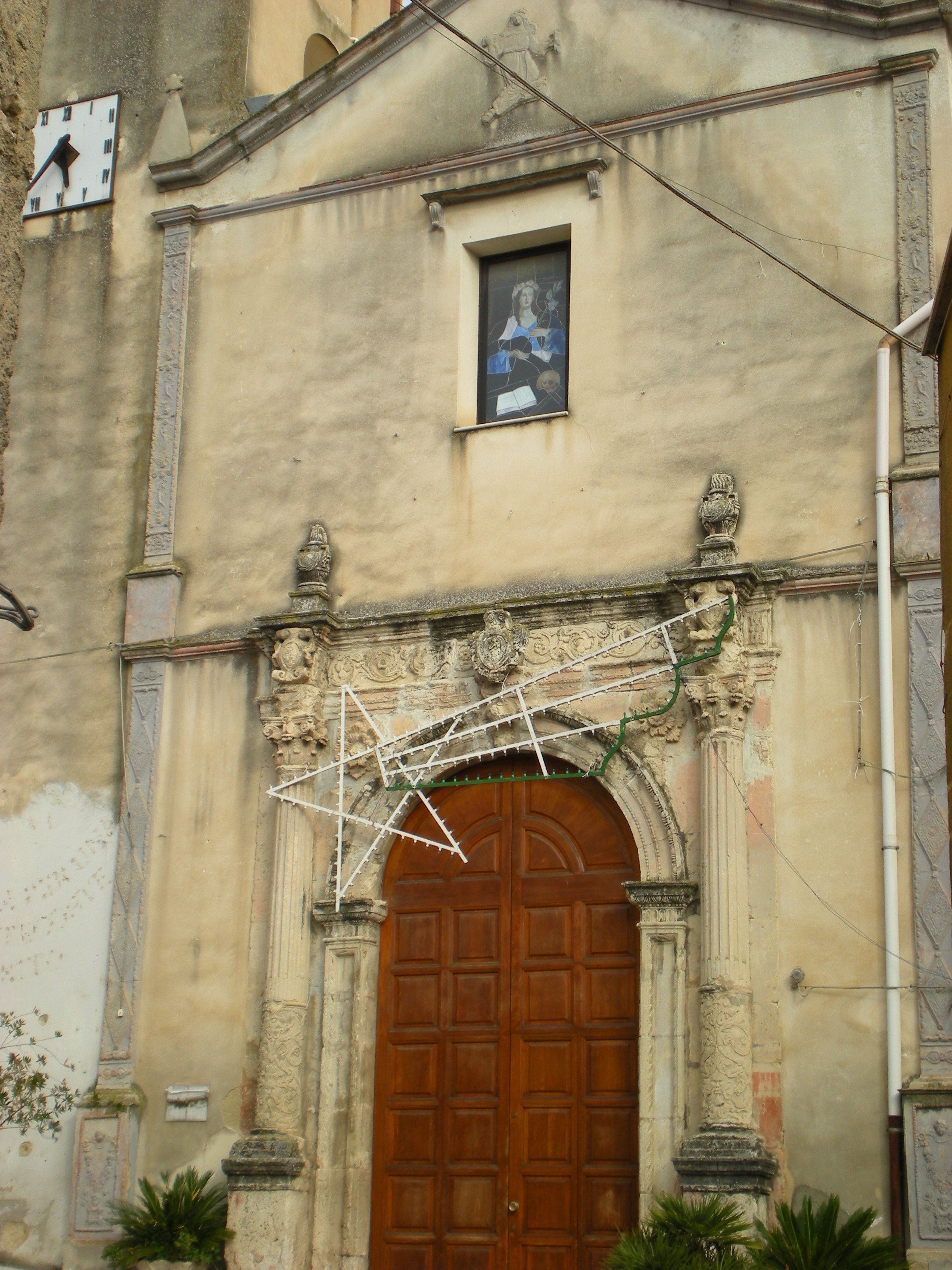
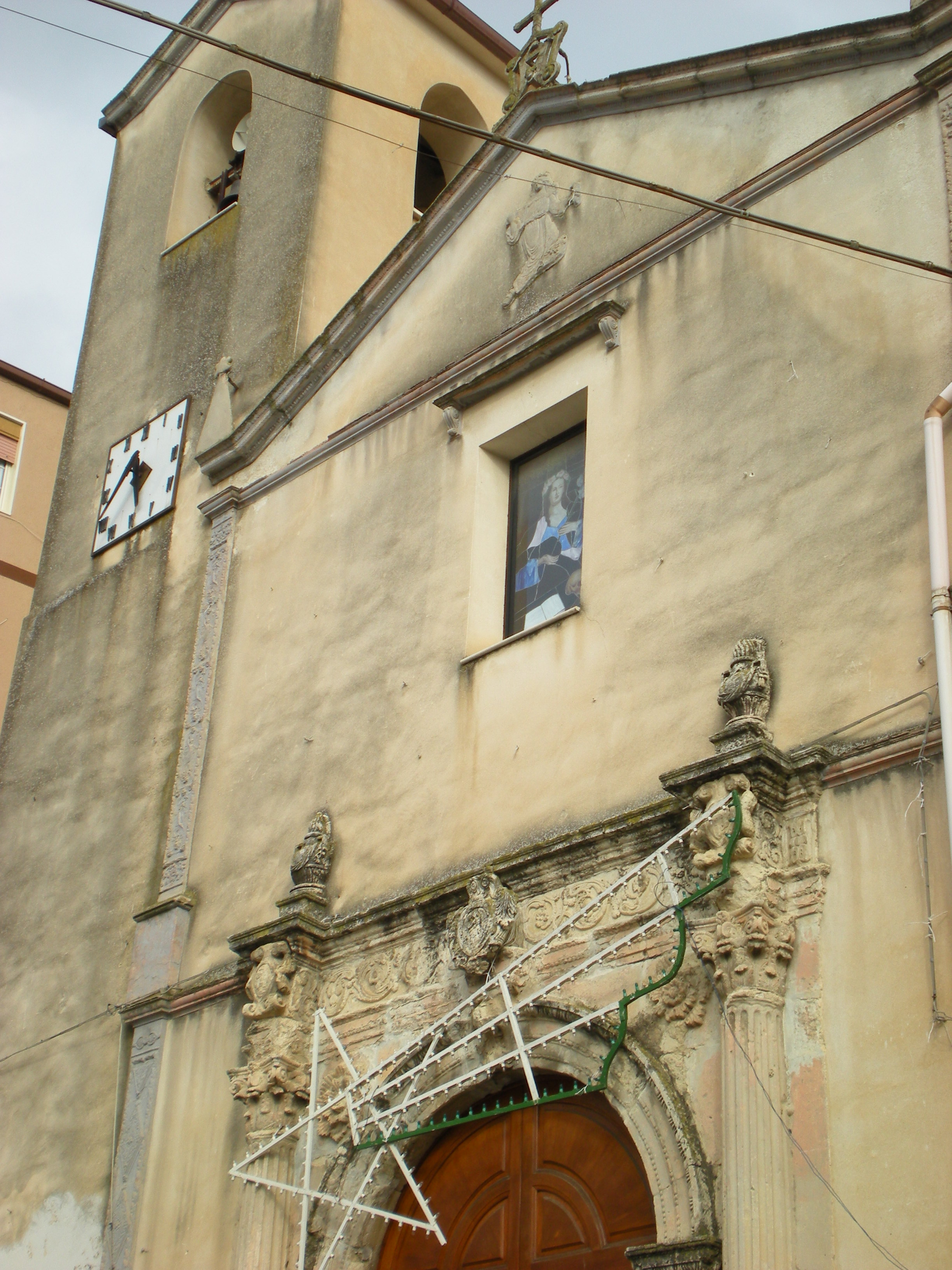
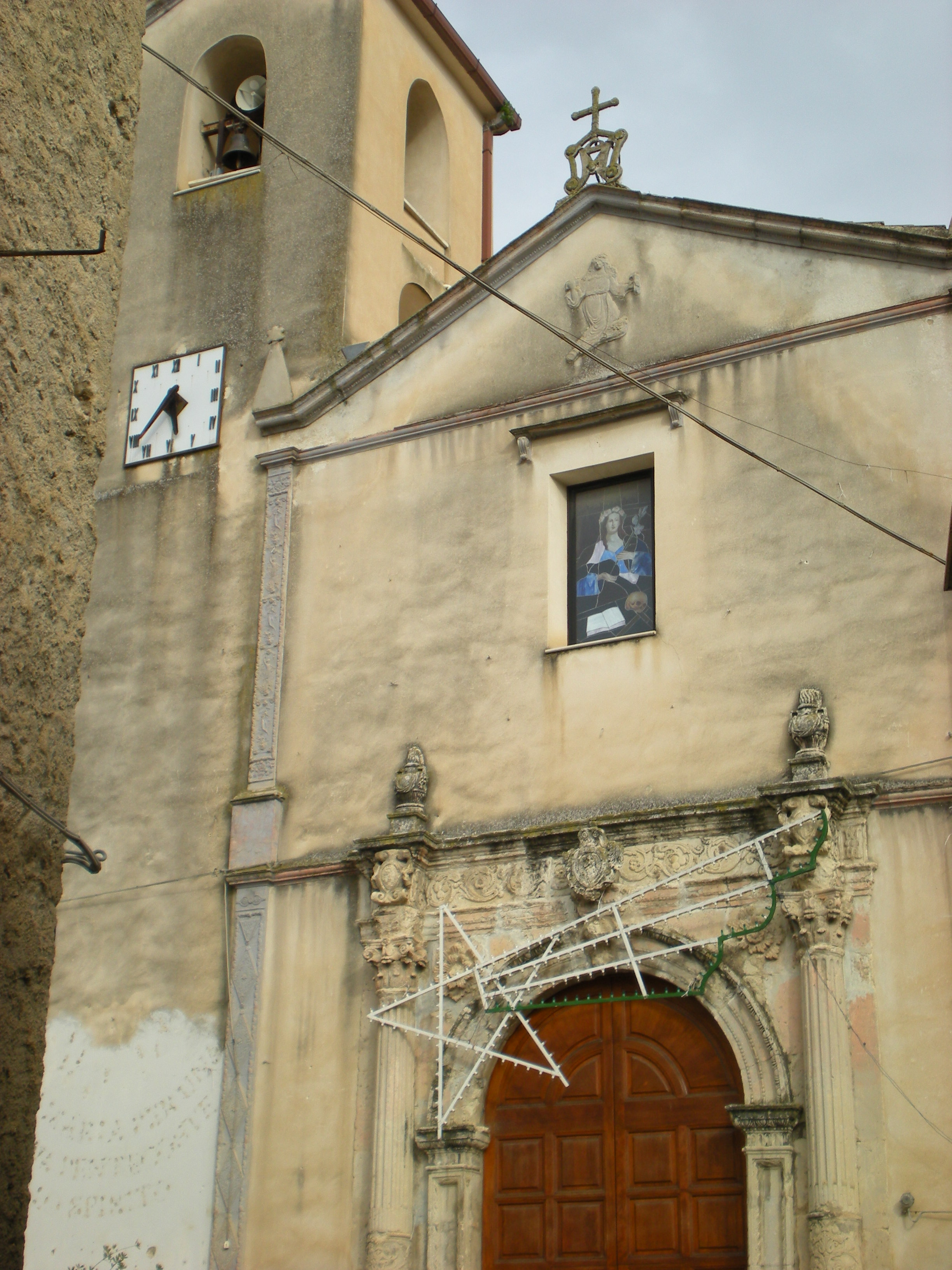
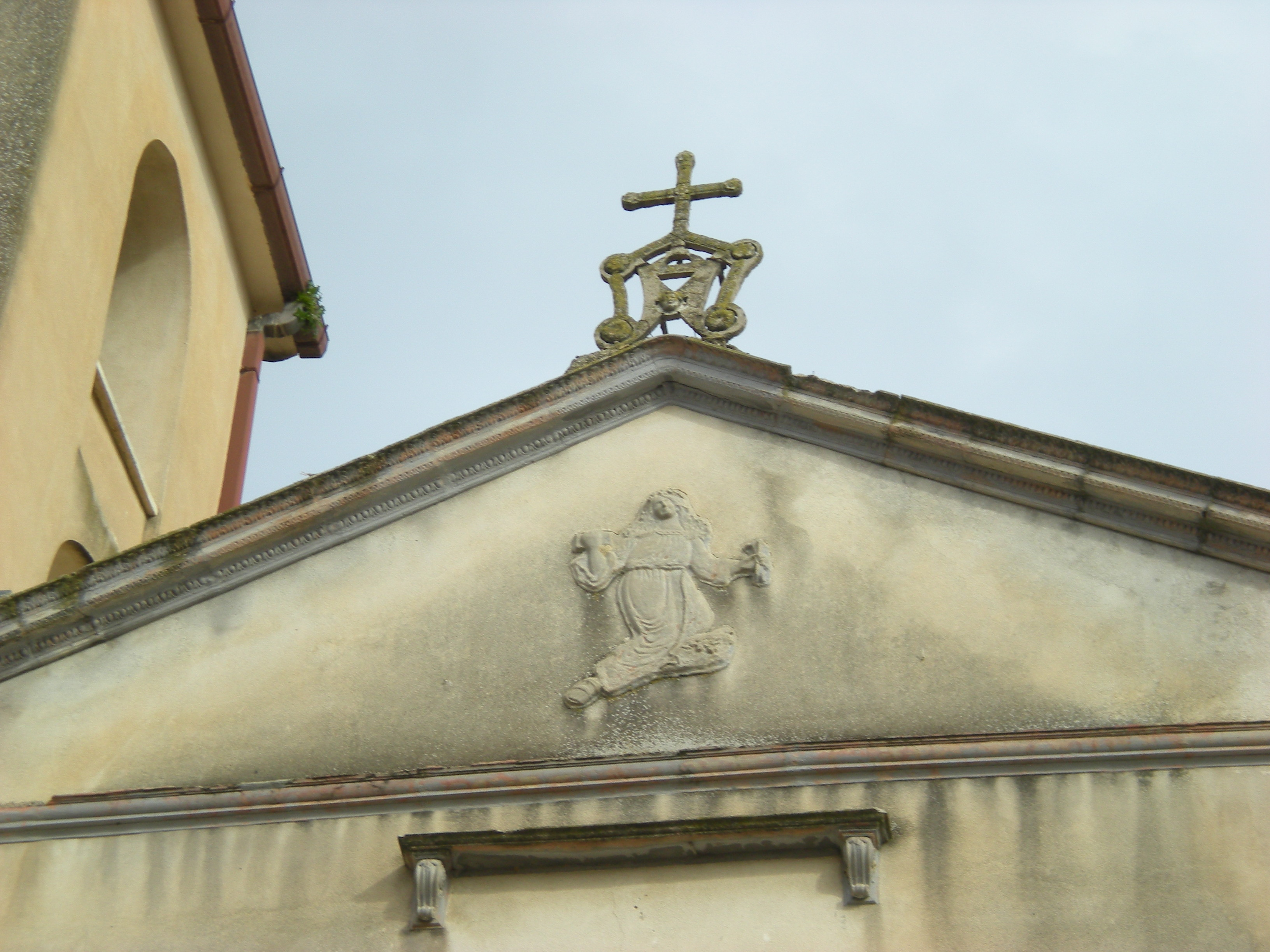
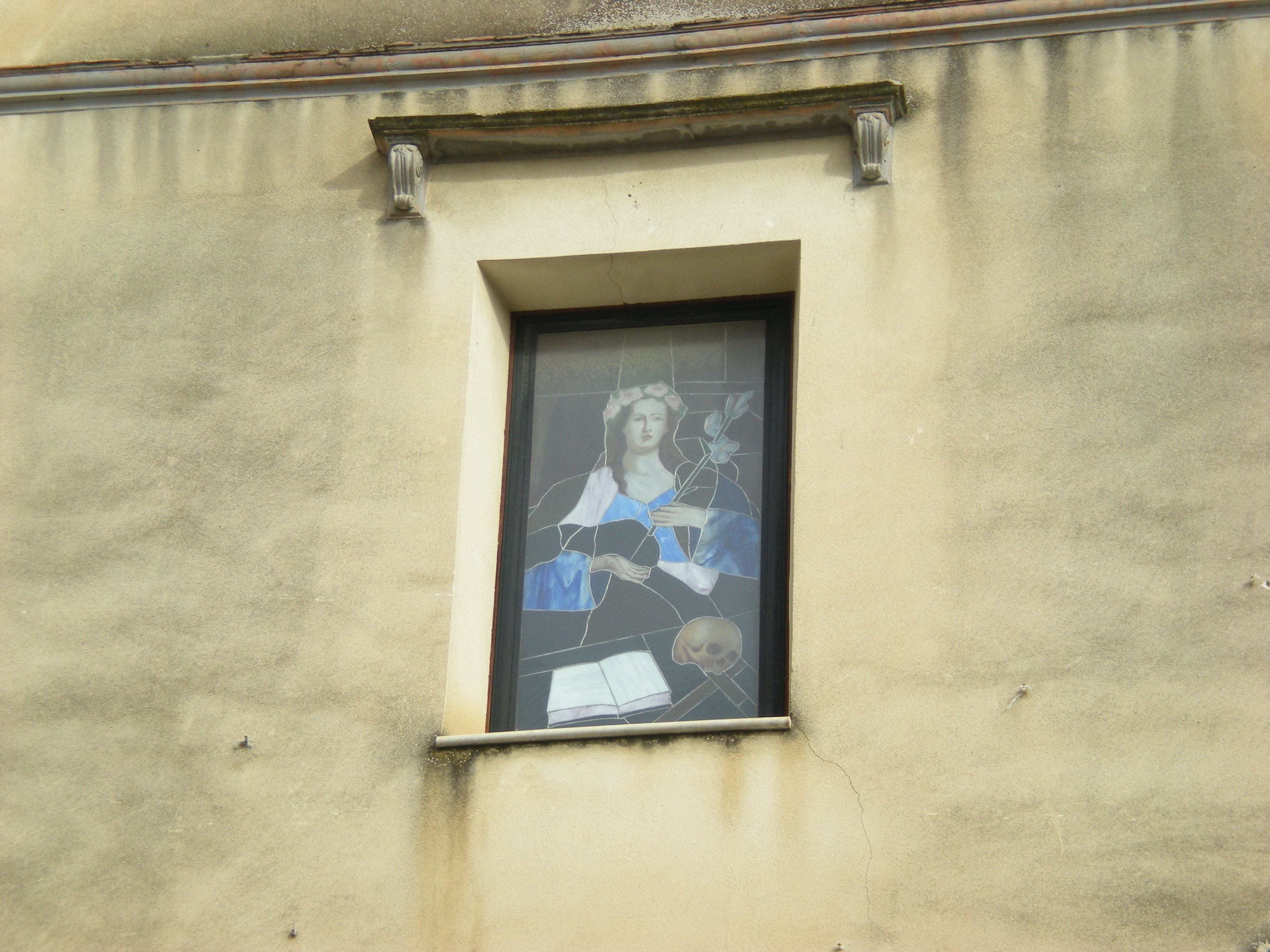
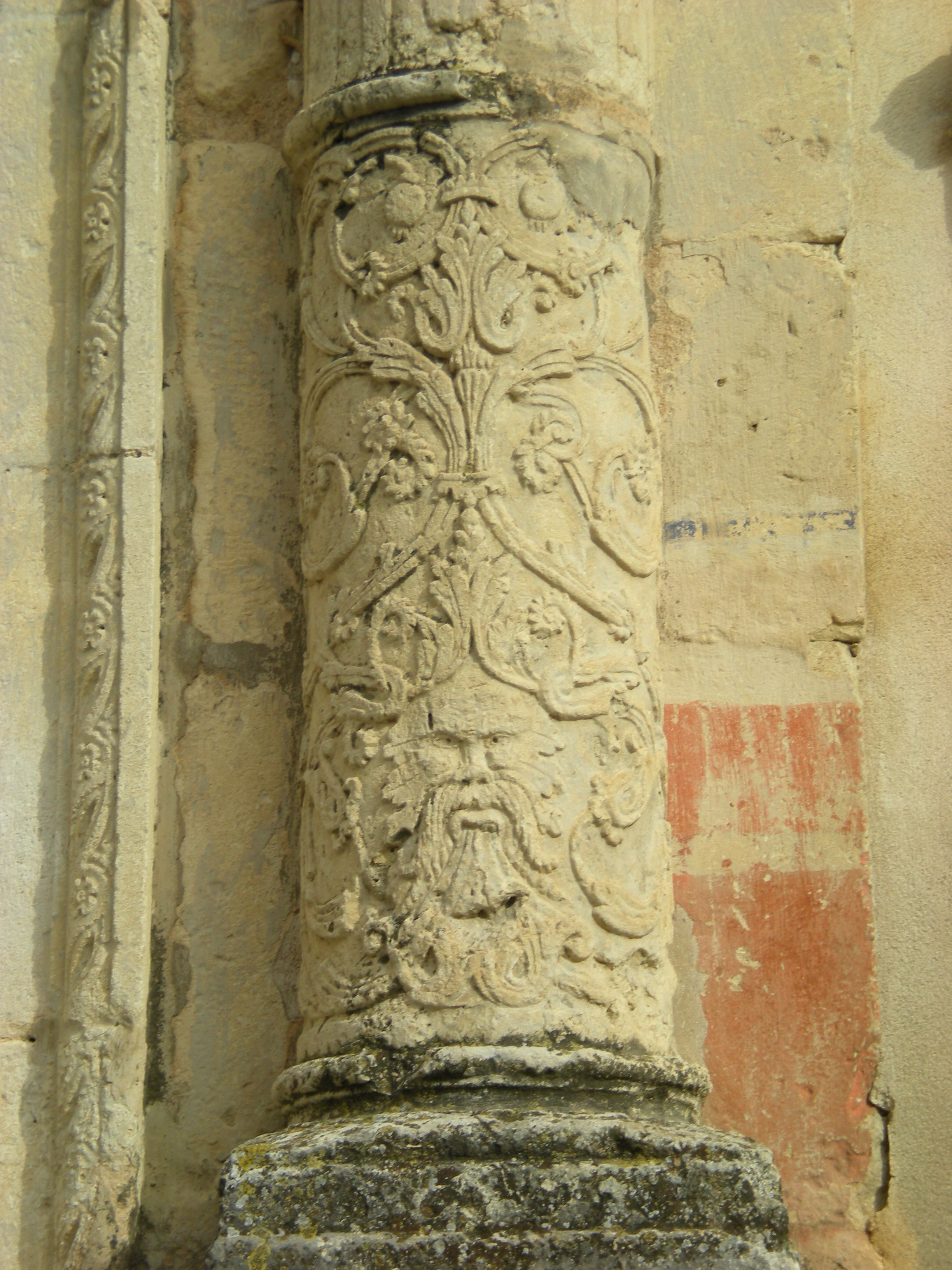
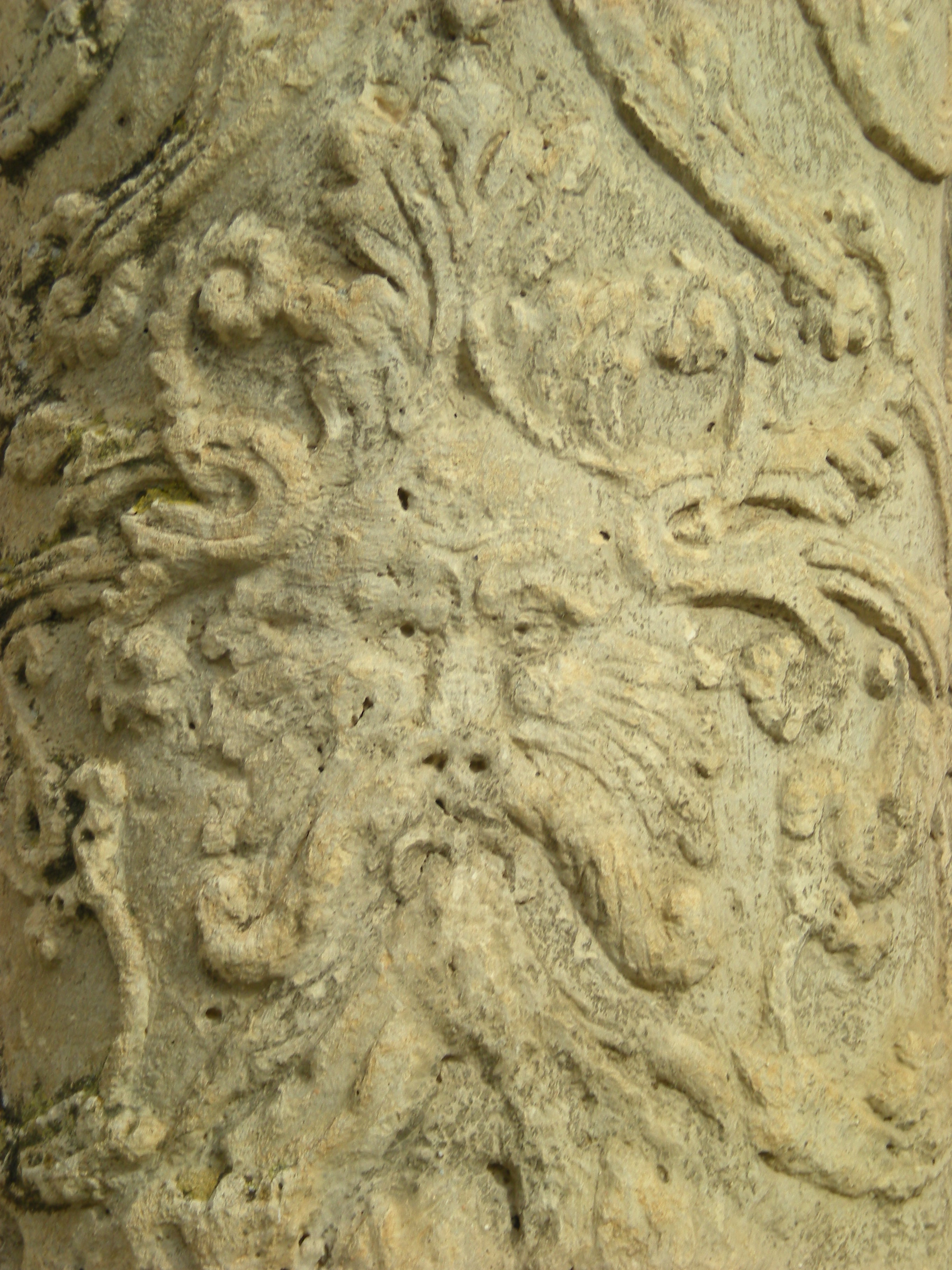
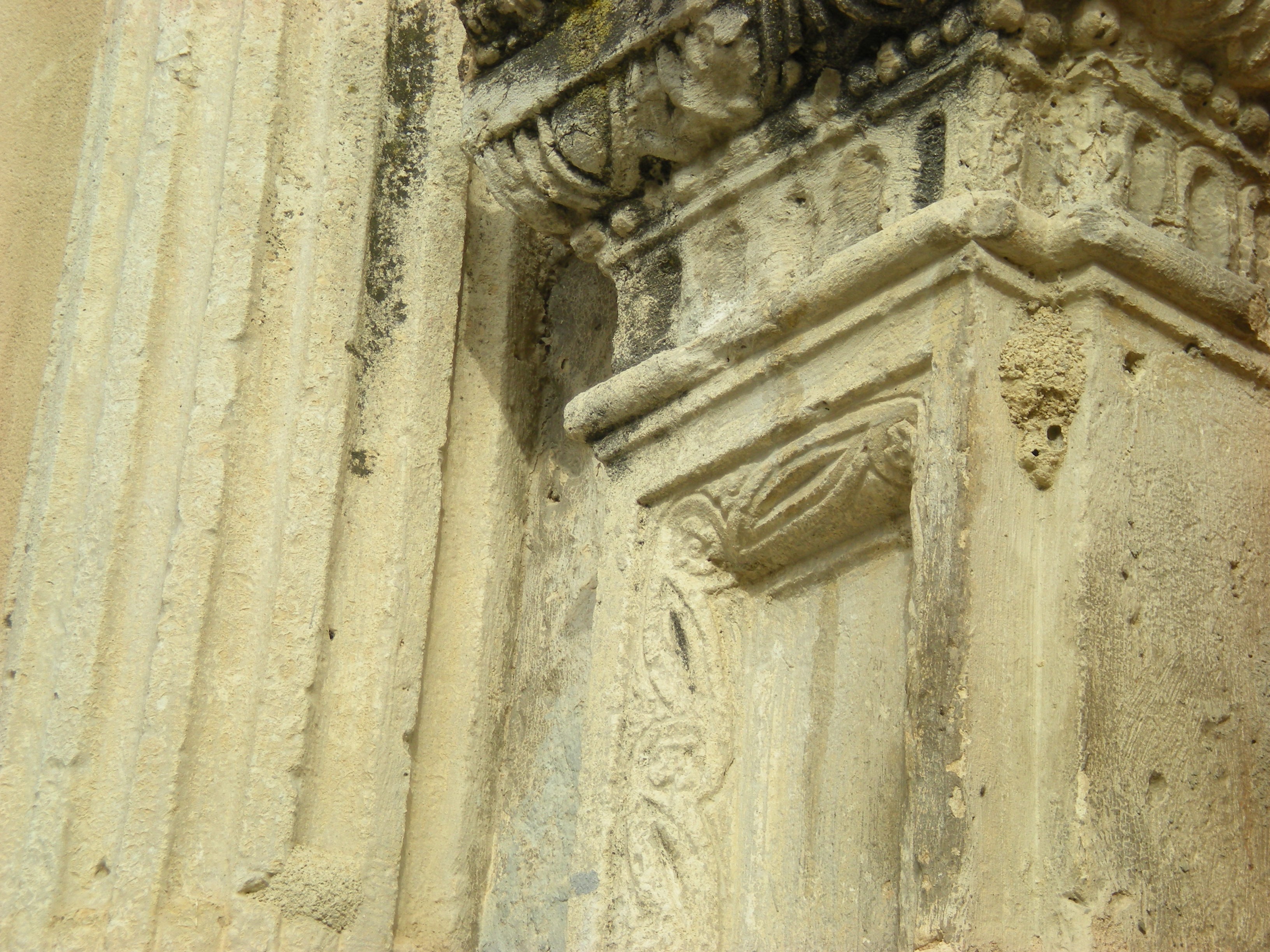
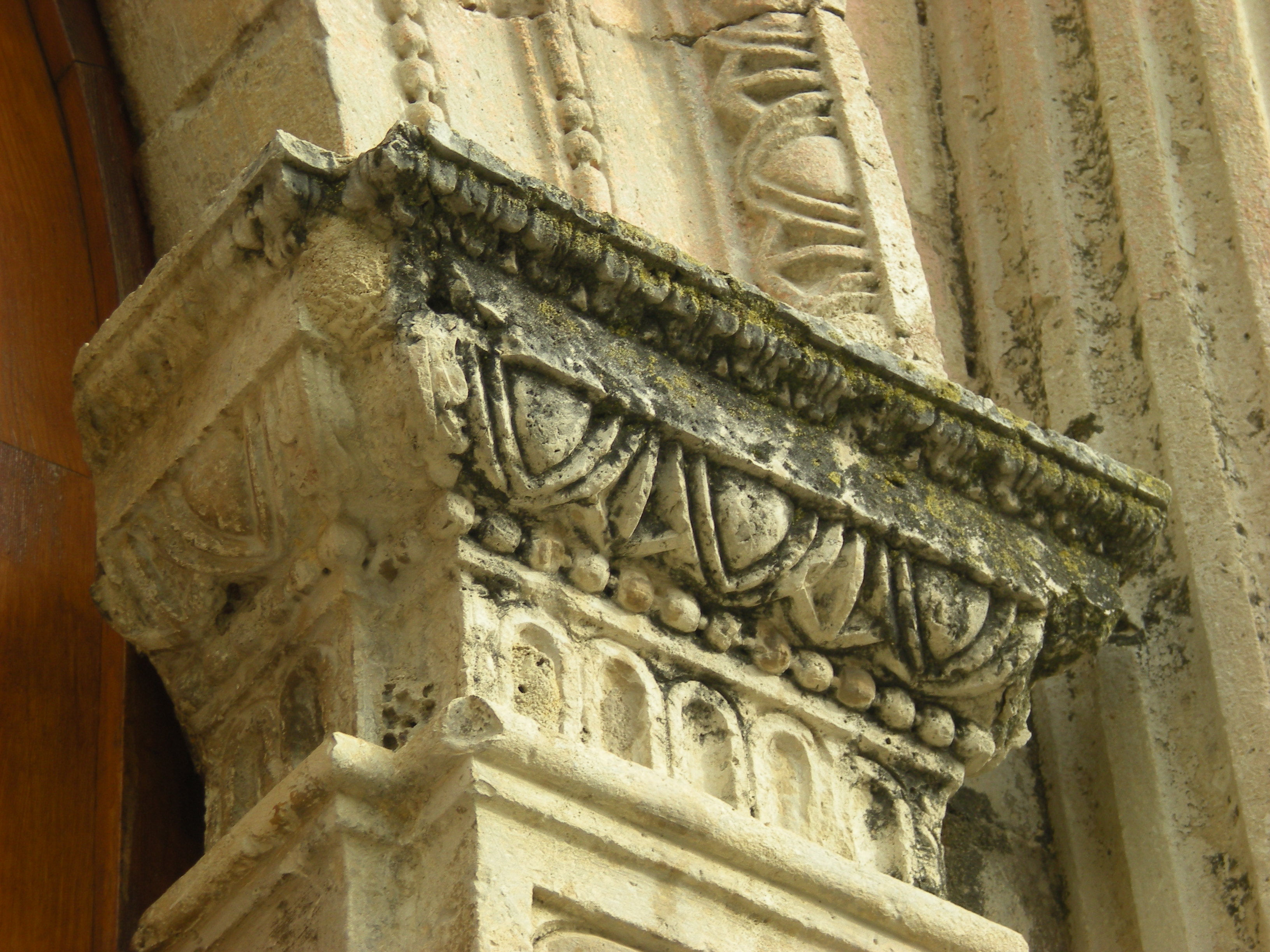

## Opere documentate
- 1494, Vergine con Bambino raffigurata tra San Pietro, San Paolo e Santa Rosalia, dipinto su tavola autografo recante l'iscrizione "'Thomas de Vigilia pinxit MCCCCLXXXXIIII", opera commissionata a Tommaso De Vigilia.[1][2]